# بيت الزبداني (الحيمة الخارجية)

تعديل مصدري - تعديل

بيت الزبداني هي إحدى قرى عزلة المخلاف بمديرية الحيمة الخارجية التابعة لمحافظة صنعاء، بلغ تعداد سكانها 146 نسمة حسب تعداد اليمن لعام 2004.